# Capitoniscus cumacei
Capitoniscus cumacei là một loài chân đều trong họ Cryptoniscoidea incertae sedis. Loài này được Bourdon miêu tả khoa học năm 1972.